# Sangli
Sangli (formellt Sangli-Miraj Kupwad) är en stad i västra Indien och är belägen i delstaten Maharashtra. Den är administrativ huvudort för distriktet Sangli och hade cirka en halv miljon invånare vid folkräkningen 2011. Storstadsområdet (inklusive Madhavnagar) beräknades ha cirka 570 000 invånare 2018.
Sangli och Miraj, som formellt slogs ihop 1999, var huvudorter för vasallstater under brittisk tid.